# Olga Kennard
Olga Kennard, Lady Burgen  (nata Weisz) (Budapest, 23 marzo 1924 – Cambridge, 1º marzo 2023) è stata una biologa ungherese naturalizzata britannica, ricercatrice in cristallografia applicata alla chimica organica.
È nota per aver proposto la prima struttura tridimensionale dell'adenosina trifosfato e per i suoi studi per diverse forme di DNA.
È stata la fondatrice del Cambridge Crystallographic Data Centre.
Insieme a John Desmond Bernal credette nel valore della raccolta di dati scientifici in un archivio centrale; questo ha dato vita al Cambridge Structural Database (CSD), raccogliendo strutture cristalline di molecole principalmente organiche. Fu anche coinvolta, al CSD, nella fondazione della Protein Data Bank e della libreria di dati sulle sequenze nucleotidiche EMBL (in seguito European Nucleotide Archive).

## Biografia
Olga Kennard nacque a Budapest, in Ungheria, il 23 marzo 1924, da Joir e Catherina Weisz. Si trasferì nel Regno Unito all'età di 15 anni con la sua famiglia di origine ebrea di fronte al crescente antisemitismo in Ungheria. Nel Regno Unito studiò alla Hove County School for Girls a Brighton and Hove e alla Prince Henry VIII Grammar School ad Evesham. Frequentò il Newnham College a Cambridge, studiando scienze naturali in un momento in cui le donne non conseguivano formalmente una laurea. Ottenne in seguito il master of art nel 1948 e il dottorato in scienze nel 1973.

## Carriera

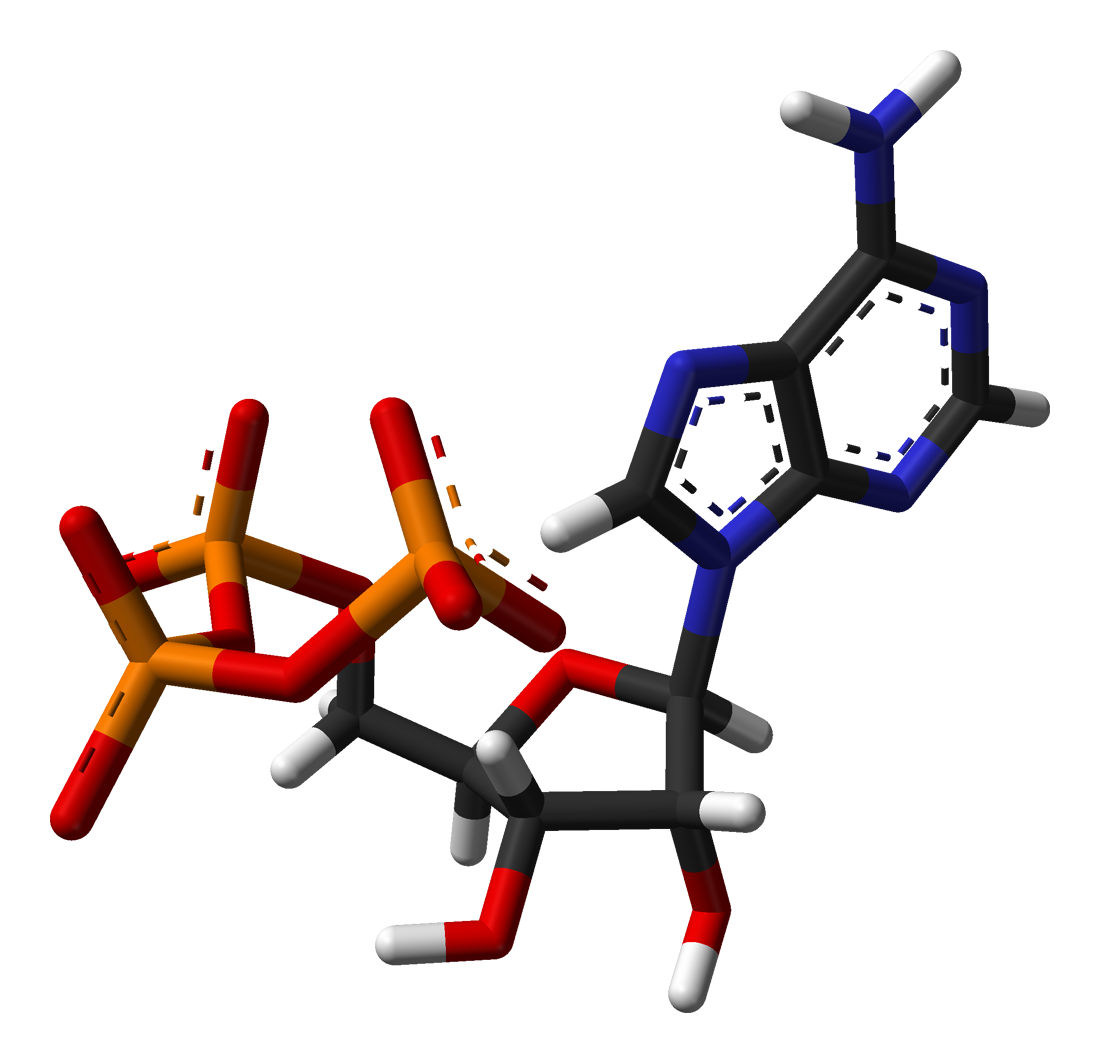
Stick modello di adenosina trifosfato (ATP), basato su dati di diffrazione di raggi X da Olga Kennard, NW Isaacs, WDS Motherwell, JC Coppola, DL Wampler, AC Larson, DG Watson (1971). "La struttura cristallina e molecolare dell'adenosina trifosfato"

Dopo gli studi, Kennard lavorò come assistente di ricerca, presso il Cavendish Laboratory di Cambridge dal 1944 al 1948, con Max Perutz sulla struttura dell'emoglobina.  Successivamente si trasferì a Londra, lavorando presso l'Unità di ricerca sulla visione RC del Medical Research Council dal 1948 al 1951. In questo ruolo studiò rodopsina e vitamina A con Hamilton Hartridge. In seguito fu assistente di ricerca, istituendo un laboratorio di cristallografia presso l'MRC National Institute for Medical Research. Nel 1961 Kennard tornò a lavorare a Cambridge (dove aveva continuato a vivere mentre lavorava a Londra) al dipartimento di chimica dell'Università per fondare l'Unità di cristallografia. Rimase in questo dipartimento fino al pensionamento. Durante la sua carriera ha prodotto oltre 200 articoli scientifici e scritto diversi libri.
Olga Kennard era meglio conosciuta come fondatrice del Cambridge Structural Database e prima direttrice (dal 1965 al 1997) del Cambridge Crystallographic Data Center.Il Centro nacque dalla sua convinzione che "l'uso collettivo dei dati porterebbe alla scoperta di nuove conoscenze che trascendono i risultati degli esperimenti individuali".
Ricoprì un incarico speciale MRC dal 1974 al 1989 e fu visiting professor presso l'Università di Londra dal 1988 al 1990.
Dopo il pensionamento, fu nominata amministratrice fiduciaria del British Museum nel 2004, carica ricoperta fino al 2012. Era un'"appassionata di architettura" e viveva in una casa di interesse storico culturale progettata dall'architetto danese Erik Sorensen.
Morì il 1º marzo 2023, all'età di 98 anni. La National Portrait Gallery conserva il suo ritratto.

## Riconoscimenti e premi
- Kennard è stata nominata Fellow della Royal Society (FRS) nel 1987[14] e Ufficiale dell'Ordine dell'Impero Britannico (OBE) "per i servizi alla ricerca scientifica sulla struttura delle molecole biologiche" nel 1988.[15] In riconoscimento del suo lavoro, venne creata l'Olga Kennard Research Fellowship in cristallografia, amministrata dalla Royal Society.[16]
- Nel 1993 è stata eletta membro dell'Academia Europaea.[17]
- Nel 2003 l'Università di Cambridge l'ha nominata Doctor of Law honoris causa.[18]
- Nel 2020, l'IUCr (International Union of Crystallography) ha assegnato alla dott.ssa Kennard il 12º Premio Ewald per il suo "inestimabile contributo pionieristico allo sviluppo di database cristallografici".[19]

## Vita privata
Dal 1948 al 1981 fu moglie di David Kennard, di cui prese il cognome: la coppia ebbe due figlie. Si unì poi in matrimonio con Arnold Burgen, che le sopravvisse. Sua nipote è l'attrice inglese Rachel Weisz.